# Werkstadt
Werkstadt är ett Stockholmsbaserat musikproduktionsteam med elektronisk dansmusik som huvudinriktning. Det har släppt ett antal vinylskivor med trance och hard house i såväl Europa som USA. Werkstadt sysslade med musikproduktion för såväl tv-serier som film mellan 2003 och 2007. Duon gjorde comeback i mars 2021, och har släppt fem nya låtar: Through The Storm, Wanna Be Loved By You, Iberia, Carmencita (At Midnight) samt Diamonds. Ingen av dem har rönt någon nämnvärd uppmärksamhet.  